# 拉姆语
拉姆语或拉莫语(自称: la21 mu33)是一种分布在云南省宾川县东北高度濒危的彝语。据Bradley (2007)，拉姆语与傈僳语和里泼语很像，不过使用者目前被划为拉祜族。目前仅剩约100人能夠正常使用，且所有人都是里泼语母语者。拉姆语使用者由Bradley在1999年定位。

## 人口结构
拉姆语分布在中国云南大理白族自治州宾川县东北角钟英傈僳族乡的5个村。在所有5个村中，里泼语(一般划作彝语中部方言)是多数语言，拉姆语仅由少数人使用。区域中也有彝族。大多数拉姆人的配偶不是拉姆人。据Bradley (2004)，彝语中部方言的故地可能在拉姆语区。